# Prato (Toskana)
Prato ist eine Stadt in der italienischen Region Toskana. Sie hat 197.088 Einwohner (Stand 31. Dezember 2023) und ist Hauptstadt der Provinz Prato.

## Lage und Daten
Prato liegt etwa 20 km nordwestlich der Regionalhauptstadt Florenz am Fluss Bisenzio. Durch das westliche Gemeindegebiet fließt zudem der Fluss Ombrone Pistoiese.
Die Nachbargemeinden sind Agliana (PT), Calenzano (FI), Campi Bisenzio (FI), Carmignano, Montemurlo, Poggio a Caiano, Quarrata (PT) und Vaiano.
Die Ortsteile (Frazioni) bilden fünf Verwaltungseinheiten (Circoscrizioni):
- Circoscrizione Nord (Nord): Cerreto, Chiesanuova, Coiano, Figline di Prato, Galcetello, Galceti, Gli Abatoni, I Ciliani, Le Fornaci, Le Lastre, Le Sacca, San Martino, Santa Lucia, Villa Fiorita
- Circoscrizione Sud (Süd): Cafaggio, Casale, Castelnuovo, Campostino, Fontanelle, Grignano, Il Ferro, Iolo, Le Badie, Le Caserane, Le Colombaie, Le Fonti, Paperino, Ponte alle Vanne, Popolino, Purgatorio, San Giorgio a Colonica, San Giusto, Santa Maria a Colonica, Sant’Andrea, Tavola, Tobbiana
- Circoscrizione Est (Ost): Canneto, Carteano, Cavagliano, Filettole, Gonfienti, Il Cantiere, I Lecci, Il Palco, La Castellina, La Macine, La Pietà, La Querce, Mezzana, Pizzidimonte, Ponzano, Sacra Famiglia, Santa Cristina a Pimonte, Santa Gonda
- Circoscrizione Ovest (West): Borgonuovo, Capezzana, Galciana, Il Calice, Il Guado, La Dogaia, Le Pantanelle, Maliseti, Mazzone, Narnali, San Paolo, Sant’Ippolito, Vergaio, Viaccia
- Circoscrizione Centro (Zentrum): Il Pino, Il Soccorso, Reggiana

## Geschichte

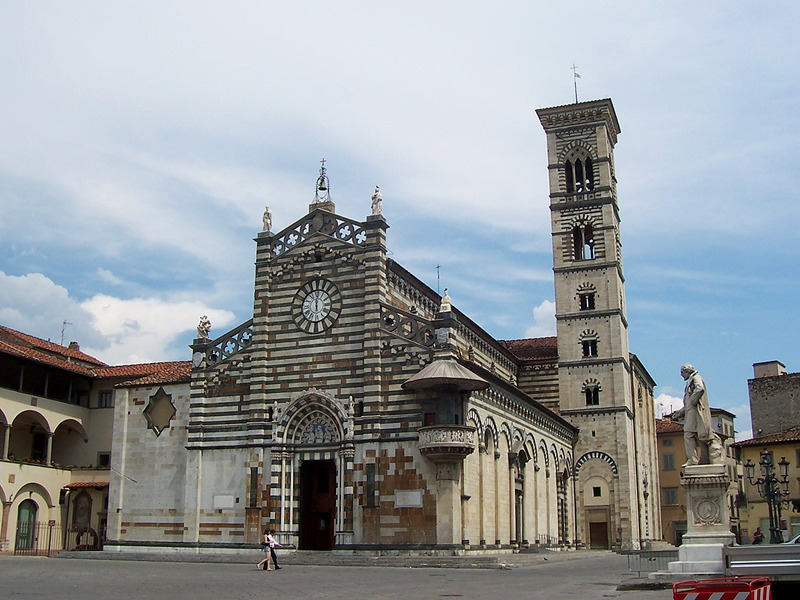
Dom von Prato

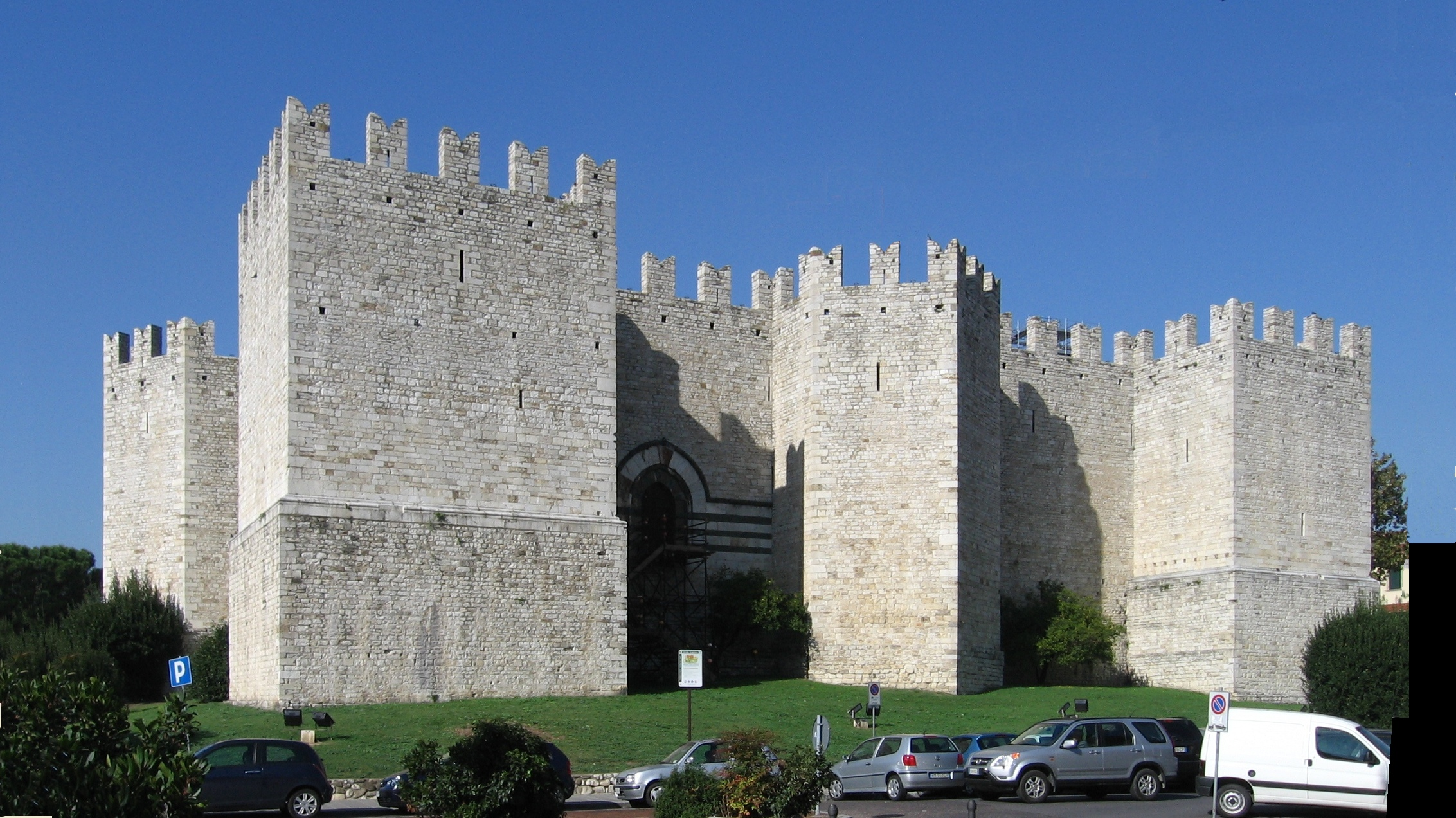
Burg Friedrichs II.

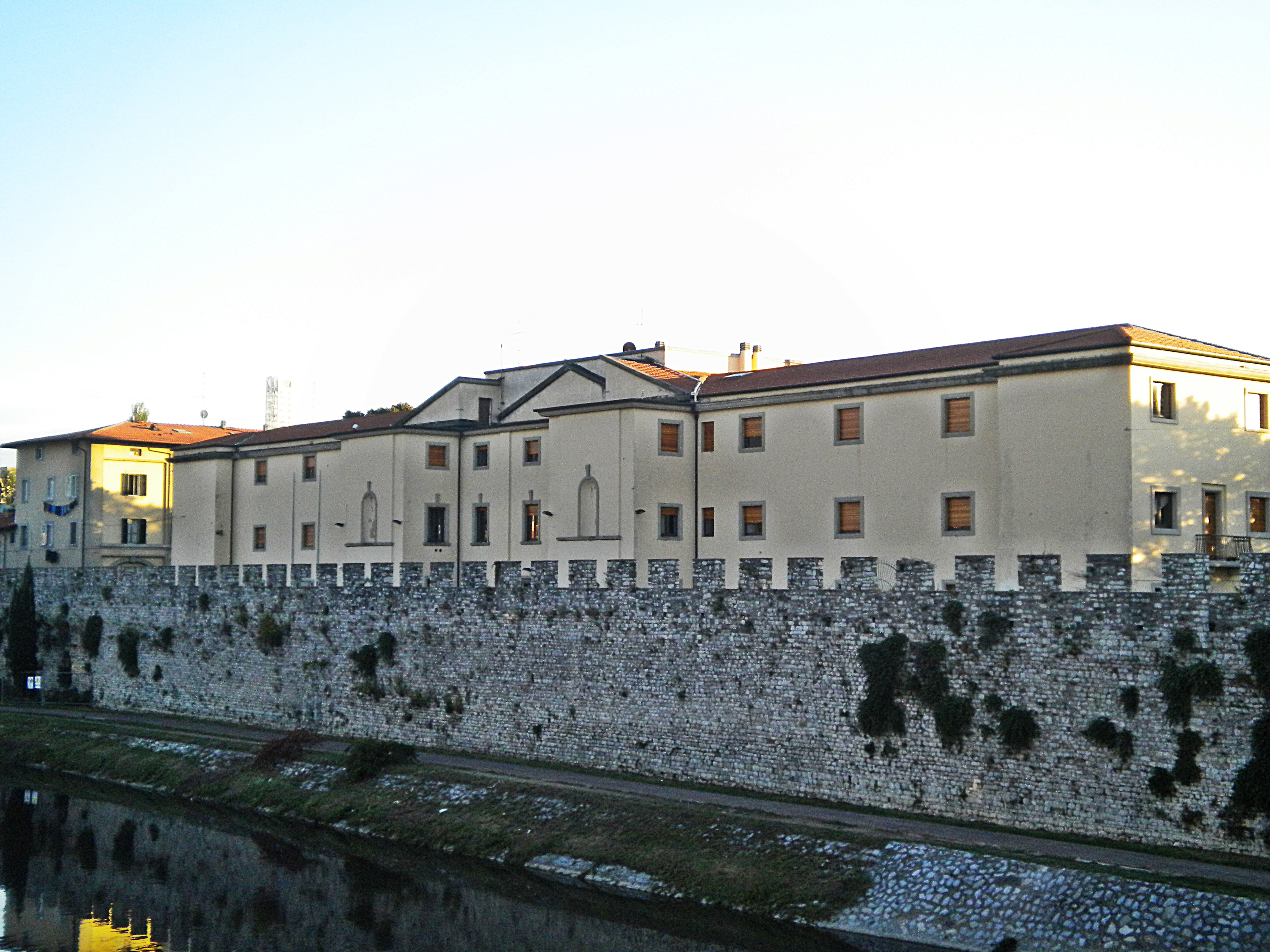
Casa del Fascio

Prato war wahrscheinlich bereits von den Etruskern besiedelt. Es wird jedoch erstmals im 10. Jahrhundert urkundlich erwähnt und entwickelt sich zu einem bedeutenden Woll-Emporium. Der bekannteste Fernhändler und Wollproduzent des Spätmittelalters ist Francesco Datini, der 1410 das größte Kaufmannsarchiv des Mittelalters hinterließ. Das „Lumpenzentrum Europas“, ein wichtiges Einwanderungsgebiet für Italiener aus dem Süden, wuchs seit Mitte des 19. Jahrhunderts zu einer florierenden Industriestadt mit Schwerpunkt im Bereich der Stoffherstellung heran.
Das historische Zentrum blieb in seinen mittelalterlichen Mauern in Form eines unregelmäßigen Sechsecks erhalten und zeigt, wie reich die Stadt schon damals war: Paläste und Kirchen sowie die in ihrer Form für Nord- und Mittelitalien einmalige kaiserliche Burg des Stauferkaisers Friedrich II. Dieser hatte Prato im November 1237 besucht, als er in der Schlacht von Cortenuova den Lombardenbund besiegte. Sein Bastardsohn Enzio von Sardinien hielt sich als Reichsvikar der Toskana im Frühjahr 1241 in Prato auf, um Anordnungen zum Ausbau der älteren Reichsburg zu treffen, deren Gestalt ein Symbol kaiserlicher Macht werden sollte. Die Burg wurde ab 1240 errichtet, etwa zeitgleich mit der Kaiserburg Castel del Monte in Apulien im Südosten Italiens. Als Reichsvikar wurde Enzio durch seinen Halbbruder Friedrich von Antiochia abgelöst, der sich bis 1248 in Prato aufhielt, gemeinsam mit dem Baumeister Riccardo da Lentini.
Fast das gesamte historische Zentrum ist bereits seit vielen Jahren Fußgängerzone. Sie macht aus Prato auch eine Einkaufstadt, vor allem für modische Textilien. Seit Ende der 1950er Jahre erlebt die Stadt erhebliche Einwanderung, zunächst aus Süditalien, dann auch aus anderen Ländern. Erwähnenswert ist die große Zahl an Chinesen, die sich seit den späten 1980er Jahren in Prato angesiedelt haben und heute vermutlich ein Viertel der knapp 200.000 Einwohner stellen.

## Sehenswürdigkeiten

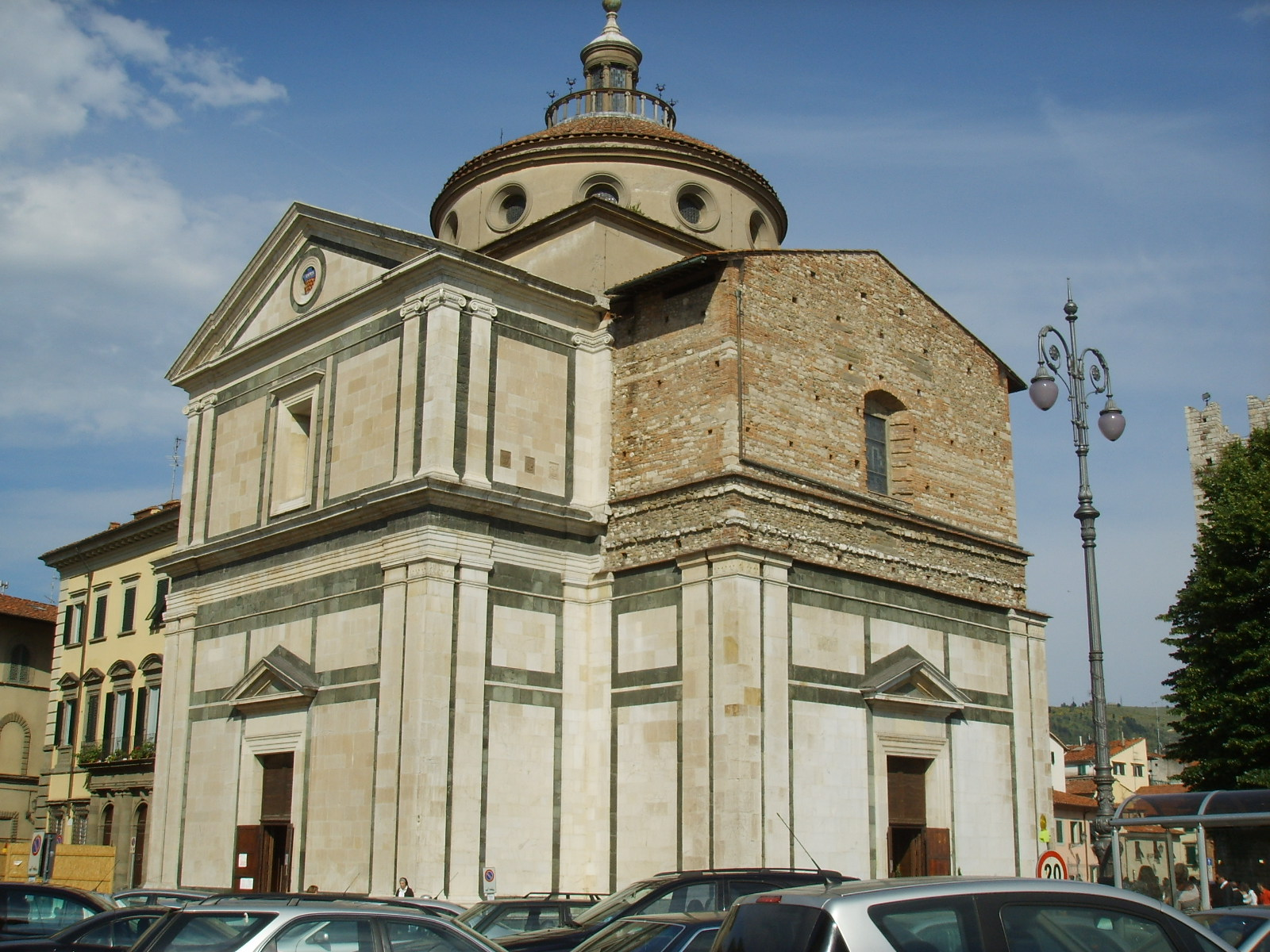
Santa Maria delle Carceri

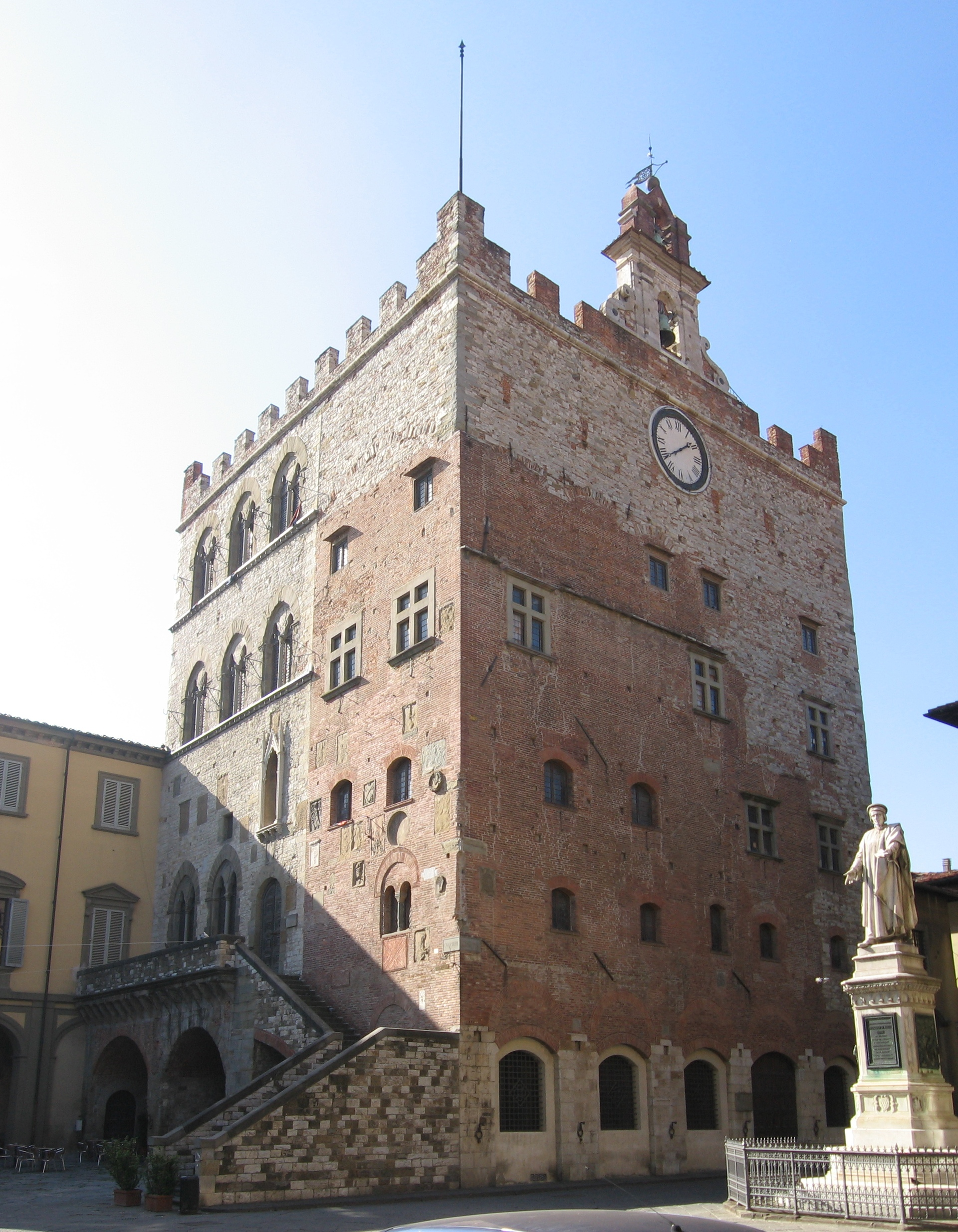
Palazzo Pretorio

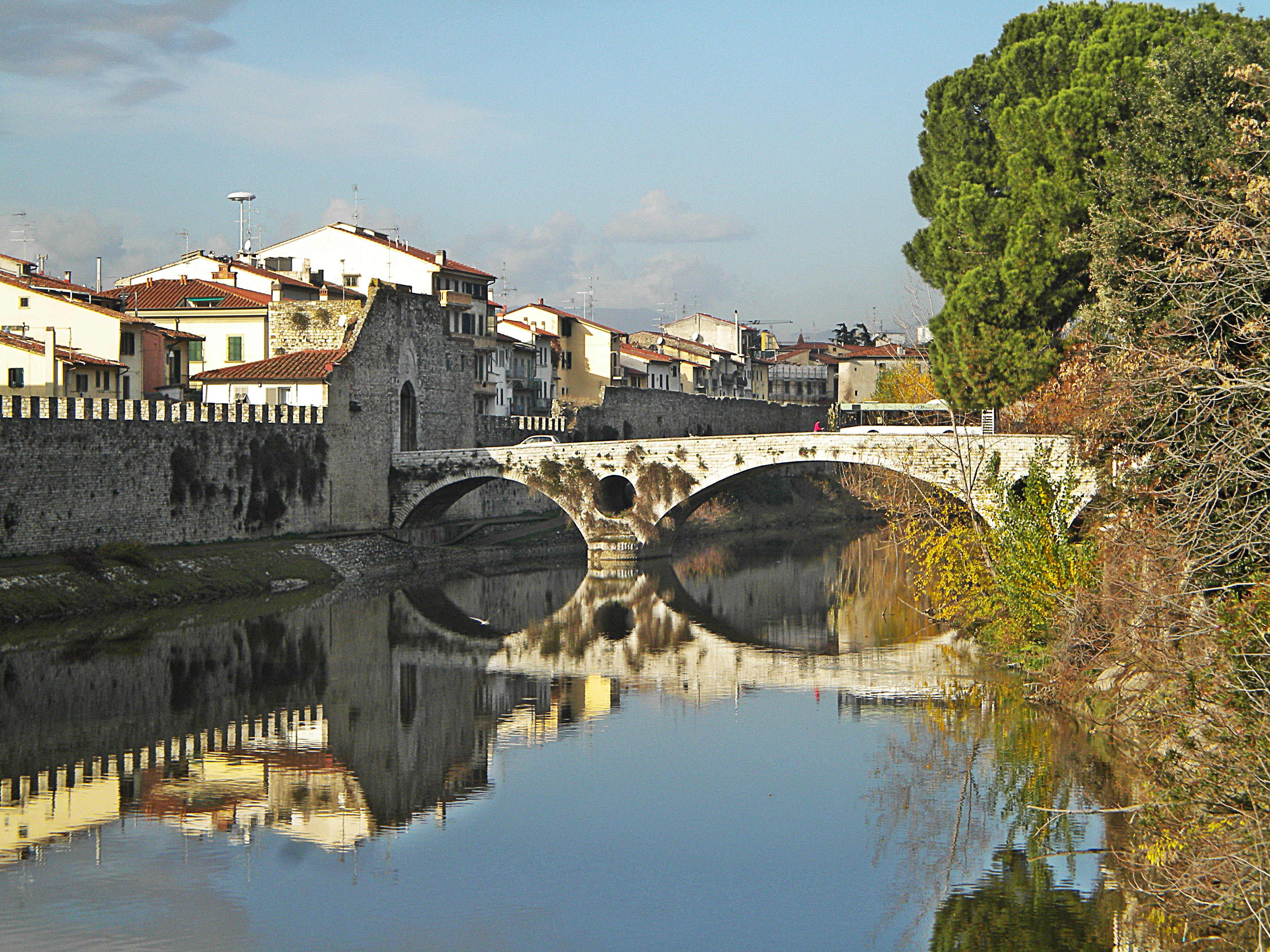
Brücke Ponte Mercatale über den Fluss Bisenzio

Viele Gebäude, vor allem diejenigen, die im Mittelalter erbaut wurden, zeichnen sich durch die Verwendung charakteristischer lokaler Baustoffe aus. Hauptsächlich wurden dabei zwei verschiedenfarbige Marmorarten verwendet, die in ähnlicher Form auch bei Florentiner Bauwerken Verwendung fanden. Es handelt sich dabei um den weißen Alberese und den grünen Serpentino aus Monteferrato.

### Kirchen
- Der Dom von Prato, dem Heiligen Stephanus geweiht, ist die Kathedrale des Bistums Prato und seit 1996 Basilica minor. Im Inneren befindet sich der Freskenzyklus Szenen aus dem Leben der hll. Stephanus und Johannes des Täufers 1452–1457 von Filippo Lippi.
- Die Kirche Santa Maria delle Carceri Kreuzkuppelkirche, erbaut von Giuliano da Sangallo; Basilica minor seit 1939
- Santa Maria del Giglio, erbaut im 17. Jahrhundert; die Kirche ist an drei Seiten umgeben von einem säulengestützten Arkadengang, das Medici-Wappen am Hauptaltar weist hin auf die Protektion der Kirche durch die Medici
- Santa Maria della Pietà
- Santa Maria del Soccorso
- Santa Cristina a Pimonte
- Sant’Agostino
- San Domenico, romanische Kirche mit Kreuzgang aus dem 15. Jahrhundert; das angeschlossene Museo di pittura murale zeigt Fresken von Paolo Uccello, Niccolò di Pietro Gerini, Pietro di Miniato u. a.
- San Francesco, gotische Kirche der Franziskaner, erbaut zwischen 1201 und 1331, Fassade aus dem 15. Jahrhundert, mit einem Rundrelief von Andrea della Robbia im Tympanon
- San Fabiano, romanische Kirche, mit Fußbodenmosaiken aus dem 10.–11. Jahrhundert
- San Niccolò, dreischiffige Basilika, erbaut im 14./15. Jahrhundert mit einem Kreuzgang aus dem 14. Jahrhundert
- Spirito Santo, Saalkirche, erbaut um 1340, umgebaut im Stil des Barock; das Altarbild von Santi di Tito von 1598 ist eine Darstellung der Aussendung des Heiligen Geistes
- Santi Caterina de’ Ricci e Vincenzo Ferrer ist seit 1947 eine Basilica minor

### Palazzi und Villen
- Palazzo Pretorio
- Palazzo Comunale
- Palazzo Datini
- Collegio Cicognini, ehemaliges Jesuiten-Kolleg, erbaut 1692, beteiligte Architekten Giovan Battista Origoni und Giuseppe Valentini, heute Schulzentrum und Internat[5]
- Palazzo Vai
- Palazzo Banci Buonamici
- Palazzo degli Alberti
- Villa del Palco, ehemaliges Franziskanerkloster Monesterio San Leonarde, ausgedehnter Baukomplex mit Kreuzgang und formalem Garten
- Casa del Littorio (Casa del Fascio), ehemals örtlicher Parteisitz des Partito Nazionale Fascista

### Museen
- Museo di Palazzo Pretorio, eröffnet 1912 in den Räumen des Palazzo Pretorio; die Sammlung enthält Werke aus dem 15. Jahrhundert, u. a. von Filippo Lippi und Filippino Lippi, Bernardo Daddi, Giovanni da Milano und Donatello, sowie Werke aus dem 19. Jahrhundert bis in die Gegenwart.
- Museo dell'Opera di Duomo
- Centro per l'arte contemporanea Luigi Pecci, Architekt Italo Gamberini (1907–1990), Museum für zeitgenössische Kunst
- Galleria di Palazzo degli Alberti, Sammlung der ehemaligen Cassa di Risparmio di Prato. In der Sammlung befindet sich eine Dornenkrönung Christi von Caravaggio (um 1604).
- Museo della Deportazione, Museum über die Geschichte des Faschismus in Italien
- Museo del Tessuto (Textilmuseum), Museum und Bibliothek über die Geschichte der Seidenweberei in Europa

### Weitere Sehenswürdigkeiten

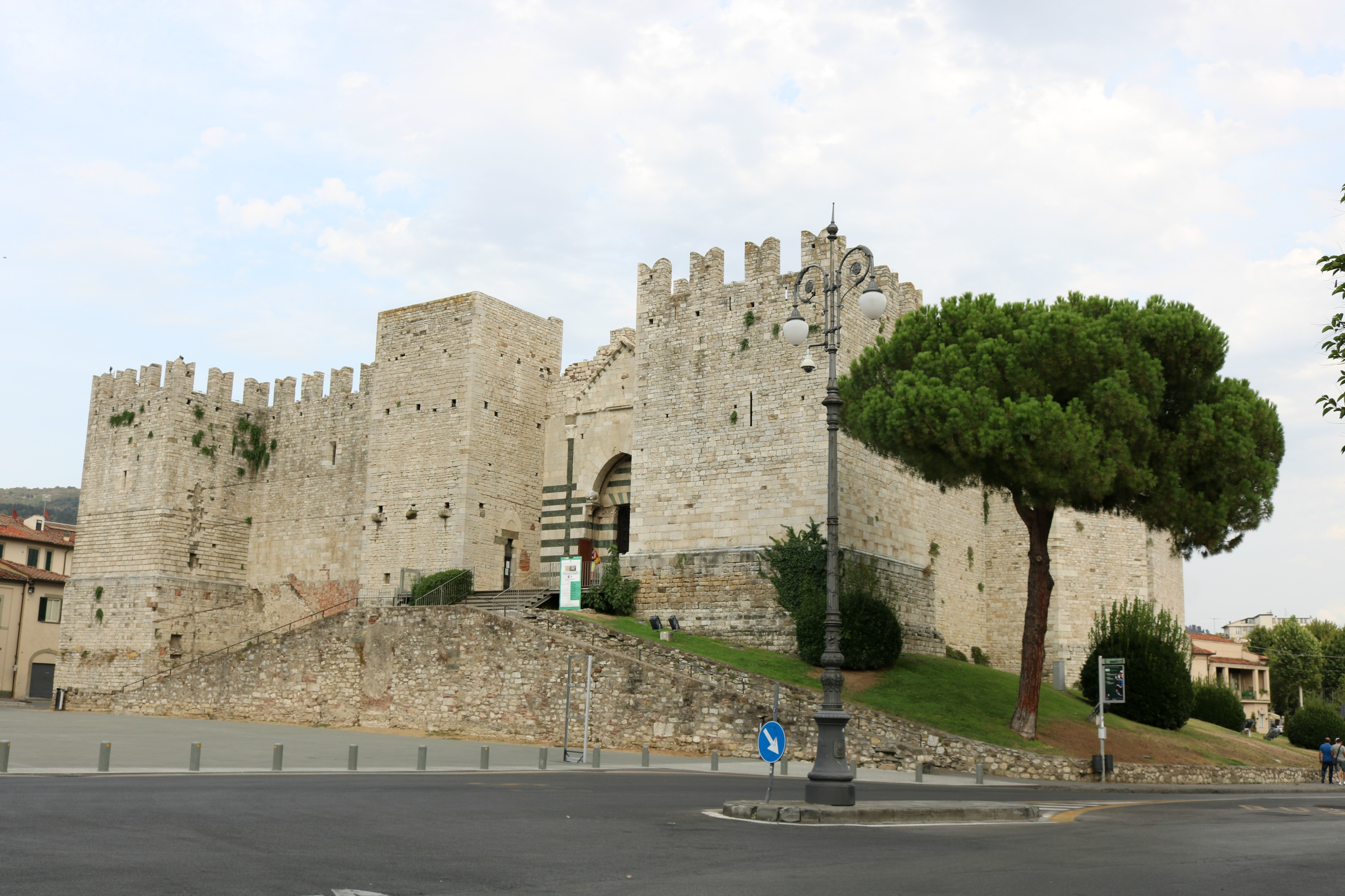
Castello dell'Imperatore

- Castello dell’Imperatore, erbaut zwischen 1237 und 1247 durch Riccardo da Lentini im Auftrag Kaiser Friedrichs II. Das Kastell steht auf einem künstlichen Hügel, der einst unmittelbar vor der Stadt lag und bereits Standort einer älteren Burg der Grafen Alberti di Prato gewesen war, bis diese 1107 von den Truppen der Mathilde von Canossa belagert und weitenteils zerstört wurde. An ihrer Stelle hatte man danach ein befestigtes Haus errichtet, das den Kaisern Heinrich VI. und Otto IV. als Reisestation diente. Die dritte, stauferzeitliche Burg verfügt über acht Türme, von denen die beiden schlanken noch von der ersten Burg der Alberti stammen. Die unvollendet gebliebene Anlage wird heute als Kulturzentrum und im Sommer als Open-Air-Kino Cinema sotto le stelle genutzt.
- Via Garibaldi (Prato) in der Altstadt

## Wirtschaft

### Textilindustrie
Viele italienische Stofffabriken wurden im globalen Wettbewerb insolvent und vermieten nun ihre Werkshallen an einen der um die 3700 chinesischen Betriebe, die den Ruf haben, schnell zu produzieren. Viele der chinesischen Arbeiter wohnen auf Zwischendecken, die in den Werkshallen eingezogen wurden. Die Arbeiter werden nach Stückzahlen bezahlt und verdienen bei bis zu 18 Stunden Arbeit am Tag bis zu 4000 Euro im Monat. Am 1. Dezember 2013 starben sieben Chinesen, als „Teresa Moda“, eine der vielen Textilfabriken im Industriegebiet Macrolotto im Süden von Prato, abbrannte und die Gegebenheiten in die Schlagzeilen brachte.

### Chinatown
Von rund 200.000 Einwohnern waren 2014 rund 50.000 Chinesen, nicht gezählt sind mehrere Zehntausende illegal eingewanderte Chinesen, die Prato zur drittgrößten Stadt Mittelitaliens anwachsen ließen. 5000 chinesische Betriebe waren 2014 gemeldet. Bei einer Gewerbeanmeldung wird der Wohnsitz der Eigentümer nicht überprüft. Die hier gefertigten Textilien tragen als Herkunftsbezeichnung zwar „made in Italy“, sind aber unter Bedingungen wie in ostasiatischen Sweatshops entstanden.
Enrico Rossi, der Präsident der Region Toskana, spricht von Sklaverei und sagt, dass „nirgendwo in Mittel- und Norditalien und vielleicht sogar nirgendwo in Europa mehr schwarzgearbeitet wird“. Aus Pratos Chinatown werden täglich bis zu 1,5 Mio. Euro per Money Transfer nach China überwiesen.

## Städtepartnerschaften
Prato unterhält Städtepartnerschaften mit
- Nam Định (Vietnam), seit 1975
- Albemarle County (Vereinigte Staaten), seit 1977
- Roubaix (Frankreich), seit 1981
- Changzhou (Volksrepublik China), seit 1987
- Ebensee am Traunsee (Österreich), seit 1987
- Wangen im Allgäu (Deutschland), seit 1988
- Sarajevo (Bosnien und Herzegowina), seit 1997
- Bir Lehlu (Demokratische Arabische Republik Sahara), seit 1999

## Persönlichkeiten

### In Prato geborene Persönlichkeiten
- Niccolò Alberti (um 1250–1321), Kardinal der Katholischen Kirche
- Francesco Datini (um 1335–1410), Fernhändler, Bankier, Wollproduzent und Spekulant
- Filippino Lippi (um 1457–1504), Maler
- Domenico Zipoli (1688–1726), Barockkomponist, Organist, Jesuit und Missionar
- Antonio Marini (1788–1861), Maler, Graveur und Restaurator
- Cesare Ciardi (1818–1877), Flötist und Komponist
- Gaetano Bresci (1869–1901), Attentäter
- Sem Benelli (1877–1949), Dramatiker
- Gaetano Corsani (1893–1962), Ordinarius
- Giuseppe Castellano (1893–1977), General
- Curzio Malaparte (1898–1957), Schriftsteller und Journalist
- Eugenio Gestri (1905–1944), Radrennfahrer
- Clara Calamai (1909–1998), Filmschauspielerin
- Giulio Bresci (1921–1998), Radrennfahrer
- Nedo Logli (1923–2014), Radrennfahrer
- Piero De Bernardi (1926–2010), Drehbuchautor
- Roberto Castellani (1926–2004), KZ-Überlebender
- Avio Lucioli (1928–2021), Hammerwerfer
- Simone Scatizzi (1931–2010), Theologe und römisch-katholischer Bischof
- Mario Bertini (* 1944), Fußballspieler
- Francesco Nuti (1955–2023), Schauspieler, Regisseur und Drehbuchautor
- Paolo Rossi (1956–2020), Fußballspieler
- Jury Chechi (* 1969), Turner
- Ighli Vannucchi (* 1977), Fußballspieler
- Marco Innocenti (* 1978), Sportschütze
- Stefano Tempesti (* 1979), Wasserballspieler
- Danilo Zanna (* 1982), Fernsehkoch
- Lorenzo Branchetti (* 1981), Schauspieler und Entertainer
- Luca Avagliano (* 1982), Schauspieler
- Alessandro Diamanti (* 1983), Fußballspieler
- Vanessa Benelli Mosell (* 1987), Konzertpianistin
- Manuel Pucciarelli (* 1991), Fußballspieler
- Deborah Bianchi (* 1992), Fußballschiedsrichterin
- Rachele Baldi (* 1994), Fußballspielerin
- Chiara Tabani (* 1994), Wasserballspielerin
- Lorenzo Dalla Porta (* 1997), Motorradrennfahrer
- Gianmarco Ferrari (* 2000), Tennisspieler
- Emma Severini (* 2003), Fußballspielerin